# 475 هـ
475 هـ هي سنة في التقويم الهجري امتدت مقابلةً في التقويم الميلادي بين سنتي 1082 و1083.

## وفيات
- المظفر بن هود
- إبراهيم الحضرمي
- ابن ماكولا